# Dactylorhiza szaboiana
Dactylorhiza szaboiana là một loài thực vật có hoa trong họ Lan. Loài này được (Soó) Soó mô tả khoa học đầu tiên năm 1961.